# Lannem Stella
Lannem Stella, född 12 juni 2019, är en norsk kallblodig travare. Hon tränas av Jan-Olov Persson och körs av Mats E. Djuse. Hon är Lannem Siljes mest framgångsrika avkomma, och är till augusti 2022 obesegrad.

## Bakgrund
Lannem Stella är ett brunt sto efter Tekno Odin och under Lannem Silje (efter Åsajerven). Hon föddes upp av Ola M. Skrugstad, Norge och ägs av Stall Segerhuva.

## Karriär
Lannem Stella började tävla i mars 2022. Hon har till augusti 2022 sprungit in 680 000 kronor på 6 starter varav lika många segrar. Hon har tagit karriärens hittills största seger i Kriteriestoet (2022).